# Simón de las Casas y Aragorri
Simón de las Casas y Aragorri (ur. 1742, zm. 1798) hiszpański dyplomata. 
Urzędnik Sekretariatu Stanu. Następnie sekretarz ambasady Hiszpanii w Wiedniu (1763–1774). Minister hiszpański w Wielkim Księstwie Toskanii (1780) i w Prusach (1781–1784), a potem minister pełnomocny w Neapolu (1785–1786), ambasador w Wenecji (1786–1796) i Wielkiej Brytanii (1795–1796).